# Intersilite
La intersilite è un minerale.